# キース・リー
キース・リー（Keith Lee、1984年11月8日 - ）は、アメリカ合衆国の男性プロレスラー。テキサス州ウィチタフォールズ出身。AEW所属。

## 得意技

### フィニッシュ・ホールド

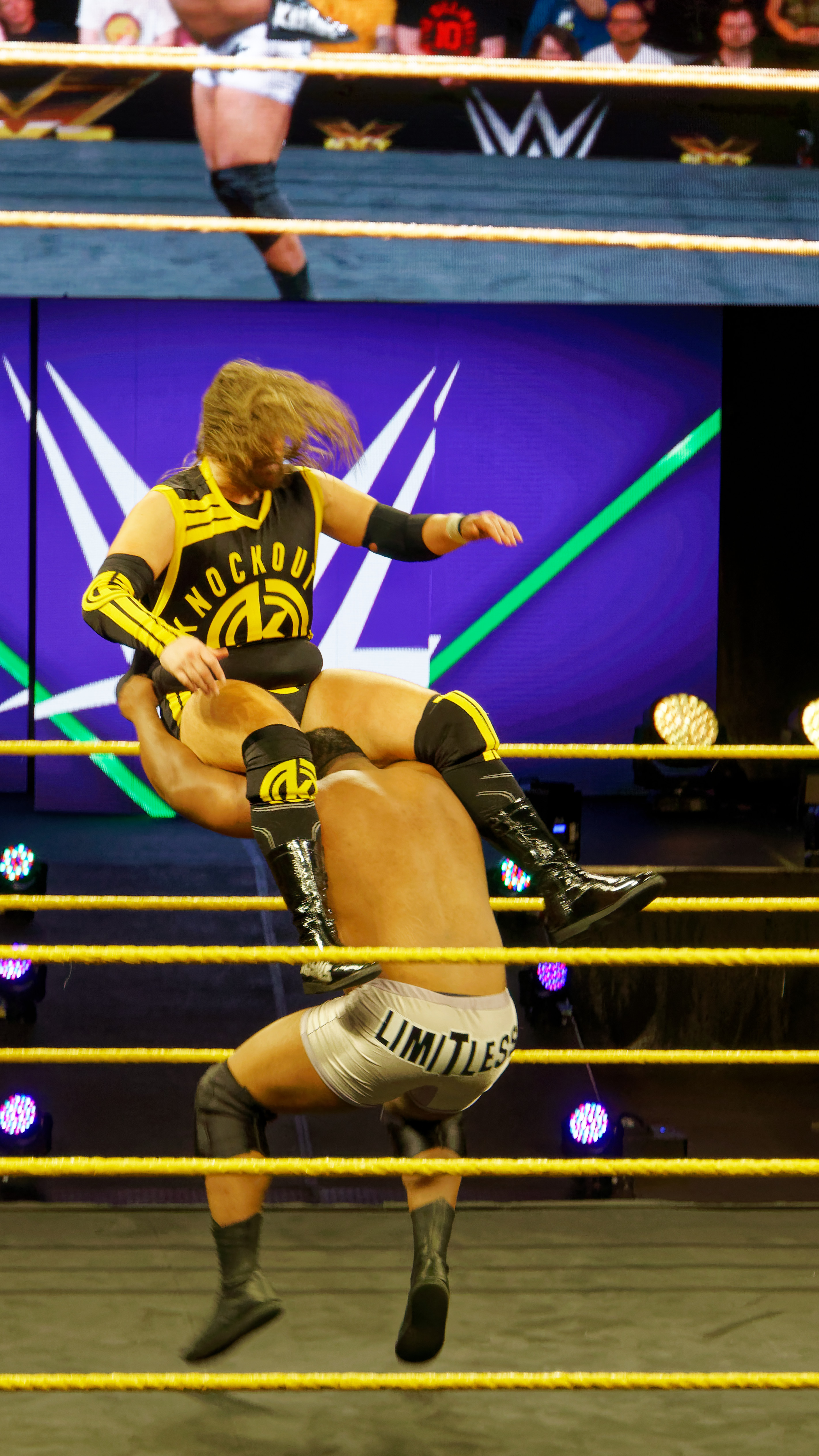
スプリット・ボム
ポップアップ式シットダウン・パワーボム
ビッグバンカタストロフ（WWE）
ファイアーマンズキャリーで相手を担ぎ上げ、下半身を押し上げると同時にパワースラムの体勢に移行し、体重を浴びせてマットに叩きつける変形ジャック・ハマー。
インディー時代は"グラウンド・ゼロ"、"スーパーノヴァ"の技名で使用していたがWWE移籍に伴い"ビッグ・バン・カタストロフィ"に改名。

### 打撃技
エルボー
エルボー・スタンプ
バックエルボー
ナックル・パンチ
バックバンド・チョップ
チョップ・スマッシュ
ダブル・チョップ・スマッシュ
相手の胸板に両腕を振り下ろすようにチョップを放つ。
ダブル・チョップ
相手の胸板に両腕で放つ逆水平チョップ。
クローズライン
ヘッドバット
ショルダー・アタック
ジャンピング・ボディ・アタック
コーナーにもたれかかる相手に対して自ら、助走を付けてジャンプして腹部を相手にぶつけて突き飛ばす技。（串刺し式）。

### 投げ技
スープレックス
スーパープレックス
ボディースラム
パワーボム
パワースラム
ジャーマンスープレックス

## タイトル歴
WWE
- NXT王座 : 1回
- NXT北米王座 : 1回

AEW

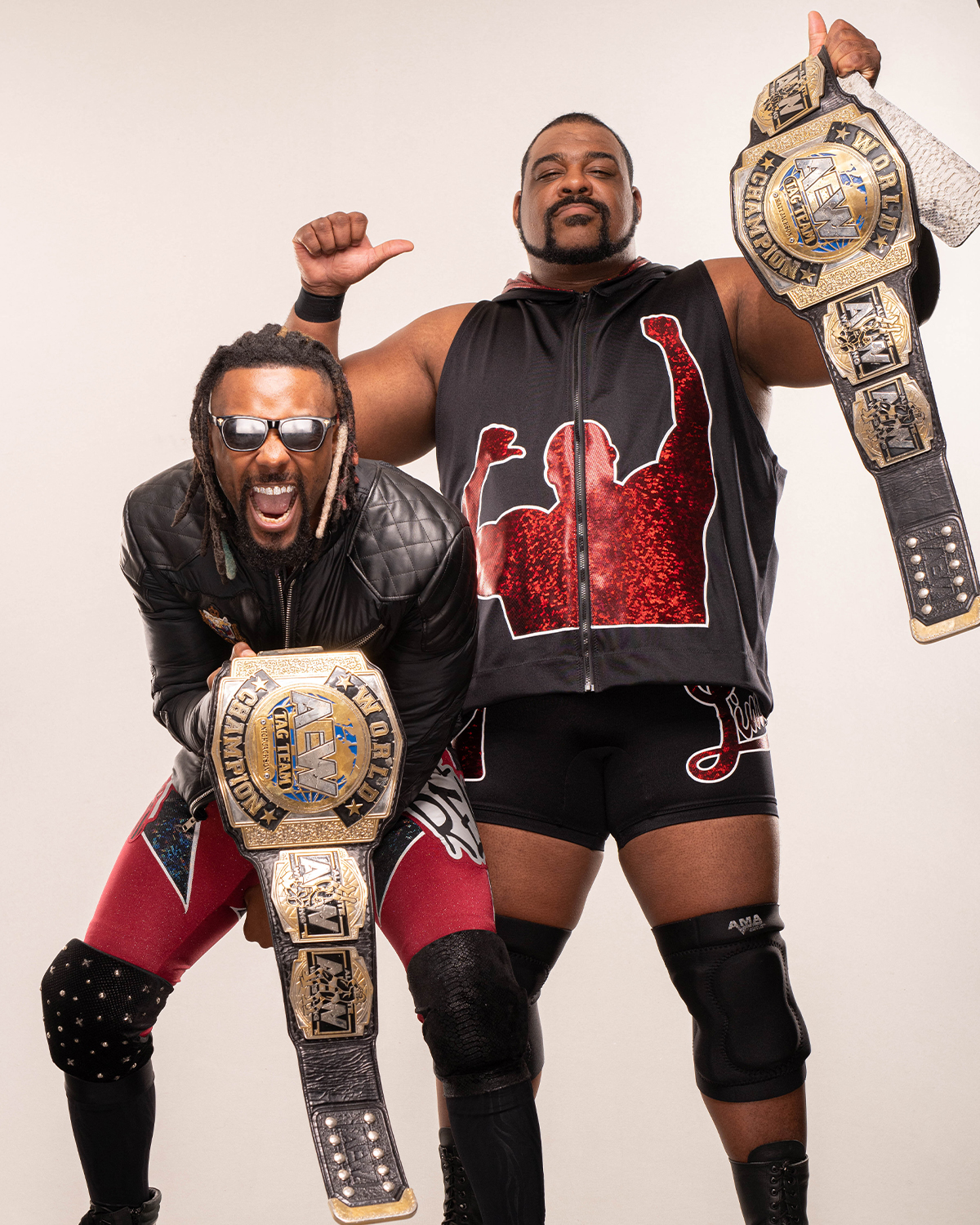
キース・リー&スワーブ・ストリックランドAEW世界タッグチーム王座

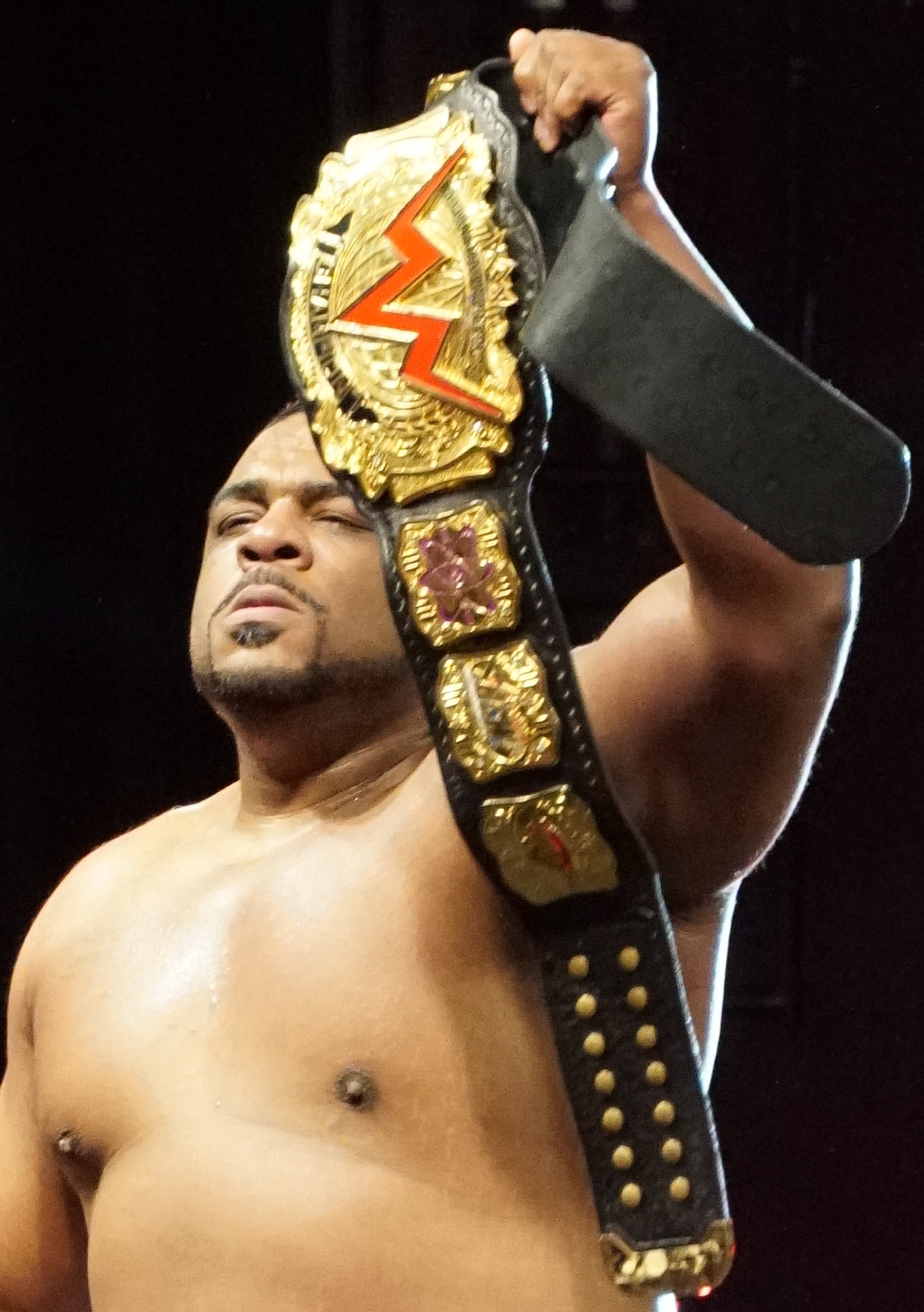
WMN王座

- AEW世界タッグチーム王座 : 1回 （第8代、パートナーはスワーブ・ストリックランド）

PWG
- PWG世界王座 : 1回（第28代）

インスパイア・レスリング
- インスパイア王座 : 1回

北米レスリング
- NAWA タッグ王座 : 1回

VIP レスリング
- VIP ベビー級王座 : 1回
- VIP タッグ王座 : 1回

WWNLive
- WWN 王座 : 1回

エクストリーム・チャンピオンシップ・レスリング
- XCW王座 : 1回
- XCW TNT 王座 : 1回